# Naturbahnrodel-Junioreneuropameisterschaft 1991
Die 18. FIL-Naturbahnrodel-Junioreneuropameisterschaft fand vom 2. bis 3. März 1991 in Kandalakscha in der Sowjetunion statt.

## Einsitzer Herren
| Platz | Name                  | Zeit |
| ----- | --------------------- | ---- |
| 01    | Anton Blasbichler     | ?    |
| 02    | Gerald Krössbacher    | ?    |
| 03    | Herbert Pilz          | ?    |
| 04    | Günther Meraner       | ?    |
| 05    | Jürgen Pezzi          | ?    |
| 06    | Bernhard Neumann      | ?    |
| 07    | Martin Gruber         | ?    |
| 08    | Christian Blasbichler | ?    |
| 09    | Markus Lutz           | ?    |
| 10    | Andi Ruetz            | ?    |

34 Rodler kamen in die Wertung.

## Einsitzer Damen
| Platz | Name                   | Zeit |
| ----- | ---------------------- | ---- |
| 01    | Elvira Holzknecht      | ?    |
| 02    | Larissa Michajlowskaja | ?    |
| 03    | Marion Mittelberger    | ?    |
| 04    | Manuela Reiterer       | ?    |
| 05    | Sandra Mariner         | ?    |
| 06    | Irene Mitterstieler    | ?    |
| 07    | Elide Glavinaz         | ?    |
| 08    | Johanna Koschenewska   | ?    |
| 09    | Inna Schaschkowa       | ?    |
| 10    | Marina Usowa           | ?    |

20 Rodlerinnen kamen in die Wertung.

## Doppelsitzer
| Platz | Name                                      | Zeit |
| ----- | ----------------------------------------- | ---- |
| 01    | Tscheslaw Schumilow – Andrei Tschernezow  | ?    |
| 02    | Anton Blasbichler – Christian Blasbichler | ?    |
| 03    | Jürgen Pezzi – Christian Hafner           | ?    |
| 04    | Helmut Ruetz – Andi Ruetz                 | ?    |
| 05    | Jewgeni Jakuschin – Sergei Kwasnikow      | ?    |
| 06    | Martin Schneebauer – Peter Braunegger     | ?    |
| 07    | Gerald Krössbacher – Josef Aschberger     | ?    |
| 08    | Jerzy Chwalik – Damian Hryńko             | ?    |
| 09    | Alexej Biserow – Alexander Noskow         | ?    |
| 10    | Fabio Minuzzi – Umberto Vierin            | ?    |

Zehn Doppelsitzer kamen in die Wertung.

## Medaillenspiegel
| Platz | Land        | Gold | Silber | Bronze | Gesamt |
| ----- | ----------- | ---- | ------ | ------ | ------ |
| 1.    | Österreich  | 1    | 1      | 2      | 4      |
| 2.    | Italien     | 1    | 1      | 1      | 3      |
| 3.    | Sowjetunion | 1    | 1      | —      | 2      |